# Vladimir Veber
Vladimir Veber, ros. Владимир Владимирович Вебер, Władimir Władimirowicz Wiebier (ur. 20 lipca 1941 w Omsku, Rosyjska FSRR) – mołdawski piłkarz pochodzenia rosyjskiego, grający na pozycji bramkarza, trener piłkarski.

## Kariera piłkarska

### Kariera klubowa
W 1960 rozpoczął karierę zawodniczą w miejscowym Irtysz Omsk. W 1962 przeszedł do Moldova Kiszyniów. Potem występował w ukraińskich klubach Zirka Kirowohrad i Krywbas Krzywy Róg. Latem 1968 powrócił do Mołdawii, gdzie został piłkarzem Dniestra Tyraspol. W latach 1970–71 bronił barw klubu Sachalin Jużnosachalińsk. Potem powrócił do Dinama Kiszyniów. Karierę piłkarską zakończył jako piłkarz Sielchoztechnika Nikopol w 1973.

## Kariera trenerska
W 1974 rozpoczął karierę szkoleniową w Kołosie Nikopol. W 1976 pomagał trenować piłkarzy Speranța Drochia, a w następnym roku kierował nim. W 1978 powrócił do Kołosu Nikopol, w którym pracował do 1982 na różnych stanowiskach. Od 1983 do 1984 pracował jako dyrektor techniczny klubu Nistru Kiszyniów, po czym ponownie wrócił do Kołosu Nikopol. Wiosną 1989 pomagał trenować Sudnobudiwnyk Mikołajów, a potem prowadził mołdawskie kluby Politehnica Kiszyniów i Tiligul-Tiras Tyraspol. W 1992 wyjechał za granicę, gdzie trenował olimpijską reprezentację Syrii i pomagał trenować narodową reprezentację Syrii. Potem prowadził syryjski Al-Ittihad Aleppo i libański Raid Tripoli. Latem 1994 powrócił do Mołdawii, gdzie prowadził kluby Nistru Otaci i Torentul Kiszyniów. Od lipca do września 1996 pełnił funkcję głównego trenera ukraińskiego klubu Chimik Żytomierz, od 1997 trenował klub Roma Bielce. Od 1998 pomagał trenować Zimbru Kiszyniów, a w sierpniu 2001 pełnił funkcję głównego trenera. Od 2002 do 2010 pracował na różnych stanowiskach w Czornomorcu Odessa. Od 2010 pracował na stanowisku trenera bramkarzy i głównego trenera Milsami Orhei. Od 12 czerwca 2014 pomaga Prezesowi dając konsultacje w prowadzeniu klubu.

## Sukcesy i odznaczenia

### Sukcesy trenerskie
- Zdobywca Pucharu Mołdawii: 2012
- Zdobywca Superpucharu Mołdawii: 2012

### Odznaczenia
- tytuł Mistrza Sportu ZSRR[4]